# Zosterops griseotinctus
Zosterops griseotinctus — вид воробьиных птиц из семейства белоглазковых (Zosteropidae). Выделяют пять подвидов.

## Распространение
Эндемики Папуа — Новой Гвинеи. Живут в лесах и зарослях, на опушках.

## Описание
Длина тела 11-12.5 см. Вес 14 г. У представителей номинативного подвида хорошо развитое глазное кольцо, разорванное спереди тёмным пятном. Клюв светло-коричневый, относительно крупный и тяжелый. Верхняя часть головы и верхняя сторона тела желтовато-оливково-зелёные, грудка желтая, бока оливковые.

## Биология
Питаются в основном фруктами, ягодами, а также насекомыми, нектаром и некоторыми семенами.

## Охранный статус
МСОП присвоил виду охранный статус LC.